# IN, argomenti e immagini di Design
IN, argomenti e immagini di Design è stata una rivista fondata a Milano nel 1970 dall’Arch. Pierpaolo Saporito (autorizzazione n. 280 - 14 luglio 1970, Tribunale di Milano), edita dalla Tipografia Brianza, oggi di proprietà di Edizioni IN S.r.l..

## Storia
Rivista di avanguardia, vede aggregare linee di pensiero e firme di eccellenza, tra le quali: Charles Jencks, Ettore Sottsas, Archigram, Alessandro Mendini, Coop Himmelb(l)au, Umberto Eco, Franco Basaglia, Mario Mertz, Germano Celant, Bukminster Fuller, Manuel Castells, Roman Cieslewicz, Street Farmer, Frank Huster, Andy Warhol, MacLuhan, Emilio Ambaz, Jean Baudrillard, Roland Barthes, Gillo Dorfles, Giovanni Pesce, Pierre Restany, John Burns, Alain Touraine, E. Thorsteim, Giancarlo Iliprandi, Irene Moscato, Daniela Palazzoli, Richard Mayer, Peter Cook, Lawrence Halprin, Jorge Glusberg, Emilio Ambaz, Superstudio, Riccardo Dalisi, Hans Hollein, Paolo Scheggi, Enzo Mari, Mario Bellini, Ugo La Pietra, Raindance co, Roberto Sarfatti, Robert A.M. Stern, L. Von Shark, Michelangelo Pistoletto, Filiberto Menna, Tommaso Trini, Ugo Nespolo, Achille Bonito Oliva, Maurizio Calvesi, Carlo De Carli, Vittorio Gregotti.
IN non fu solo una rivista, ma anche un motore di iniziative quali, ad esempio: la nascita del gruppo Environmedia sull’uso di videotapes, protagonista di interventi sulla comunicazione comunitaria e ambientale alla Biennale di Venezia, il contributo dato alla XV Triennale di Milano, la promozione del progetto della Italy: The new Domestic Landscape al MOMA di New York e la realizzazione della mostra Le Temps des Gares al Centre G. Pompidou di Parigi.

## Struttura
La Rivista era strutturata a livello monografico, trattando temi considerati strategici per l’evoluzione delle istanze ambientali e culturali, indagando su quali aspetti maggiormente si manifestava la profonda trasformazione in atto, che dall’era post-industriale preludeva alla rivoluzione digitale. Rubriche specialistiche sull'arte, design, la logica del potere, eventi, arricchivano i volumi con puntuali aggiornamenti.

## Le monografie

### Design per l'uomo (anno I, N. 1 - 1970)

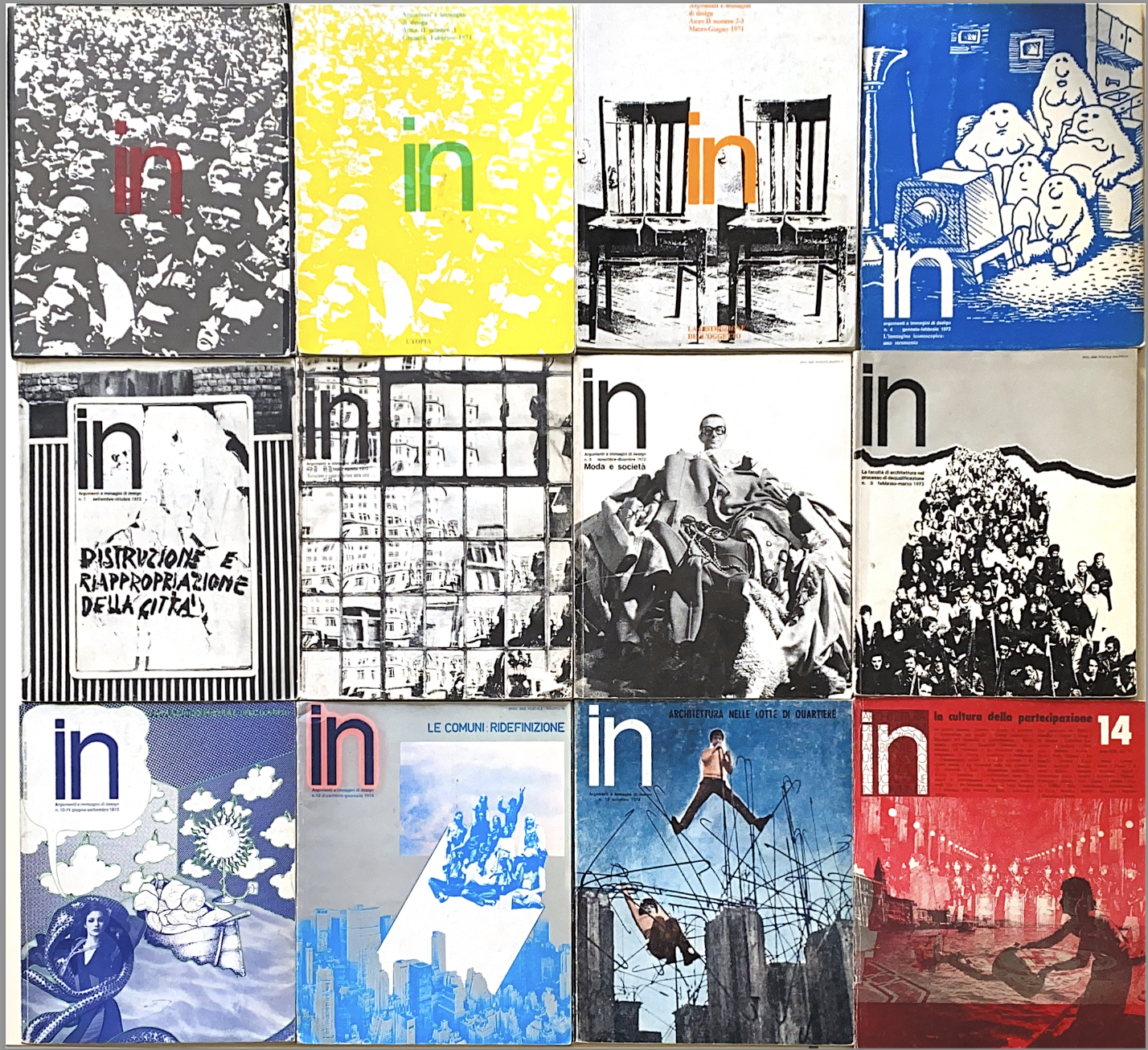
Le copertine del magazine IN, argomenti e immagini di Design

In questo primo numero, già dalla copertina emerge l’attenzione della rivista alla persona, fruitore o creatore cui tutto va rapportato. Con una impaginazione quasi cinematografica, il lettore vede la condizione del design e di ciò che vi orbita intorno, dal mercato fino ad arrivare alla domanda “Per chi?". La sequenza successiva approfondisce le tematiche dell’oggetto “sedia”, nelle sue accezioni più ampie sino all’allegoria della postura, concludendosi nel gesto di Fontana che taglia letteralmente la pagina.

### Utopia (anno II, N. 1 - 1971)
Utopia è la sfida della ricerca di mondi e soluzioni possibili, matrice della creazione nelle arti e di prefigurazione di ambienti ideali, città e oggetti, che preludono a un futuro prossimo atteso dalla nuova generazione emergente dei Flowers childs e della musica beat. Autori visionari illustrano soluzioni virtuali legate a una realtà complessa in transizione, come Archizoom sull’Utopia della qualità/quantità, Superstudio sulle città ideali alla Calvino, Hans Hollein con la pillola ambientale, Giancarlo Iliprandi con “No alla civiltà se questa è civiltà!”, lo scrittore Gilberto Finzi con “Letteratura e utopia”, Franco Quadri con "Cinema politico come utopia”, Gillo Dofles con “Un’utopia da realizzare”, fino ad arrivare a Pierre Restany con le architetture visionarie. Il numero prosegue con gli interventi di Maurizio Calvesi con “Contributo alla crisi: fine dell’alchimia” e del cibernetico Silvio Ceccato su Adamo, il primo automa con “Utopia, futurologia e scienza. L’utopia e l’uomo del futuro”.

### La distruzione dell'oggetto (anno II, N. 2-3 - 1971)
La riflessione sull’utopia possibile conduce il direttore Arch. Saporito a scrivere un editoriale come lettera aperta di invito a formulare progetti e proposte sulla trilogia base della trasformazione in fieri:
- distruzione degli oggetti
- eliminazione e riappropriazione della città
- abolizione del lavoro[13]

Questo numero apre idealmente alla nuova stagione del Radical Design, con una sorta di atto programmatico grazie ai contributi di Ettore Sottsass sugli oggetti come diagrammi e promemoria di stati elementari, di Raymund Abraham con il concetto sull’azione di distruzione e ricostruzione come funzione, di Max Peintner con “Immagini di una stadio gremito ad ammirare l’ultimo bosco", con lo scopo di denunciare la devastazione ambientale in atto, di Archizoom con il binomio design e terapia, di Superstudio con la metamorfosi e ricostruzione dell’oggetto, o di Archigram con cinque domande sull’environnement domestico e le sue possibili trasformazioni. Il numero chiude con una serie di contributi di Tommaso Trini con "In demolizione", Jacques Famery con "Dall’oggetto subito all’ambiente vissuto" e Gilberto Finzi con "Anticorpi".

### L'immagine iconoscopica: uno strumento (Anno III, N. 4 – 1972)
L’azione di conservazione esercitata dalle strutture culturali dominanti, in particolare dalla televisione di Stato, viene messa in discussione dalle nascenti nuove tecnologie, quali i videotapes, che, permettendo l'interattività, consentirebbero il superamento del monopolio RAI, dando voce ai fruitori che diventano creatori di messaggi e anticipando la Rivoluzione Digitale. Coniugare comunicazione, progetto e concezione del vivere e del vestire, la persona o la casa: questi i sono temi sviluppati, tra gli altri, da Rudy Stern con “La camera oscura istantanea: un nuovo codice”, da Cesare e Gabriella Blasi con “Visualizzazioni con il computer”, da Agnetti e Gianni Colombo con “Vobbulazione e Bieloquenza NEG”, da Giancarlo Croce, o da Zanotto con “Génériques tv", atte a creare scompiglio all’interno di un sistema allora molto chiuso.

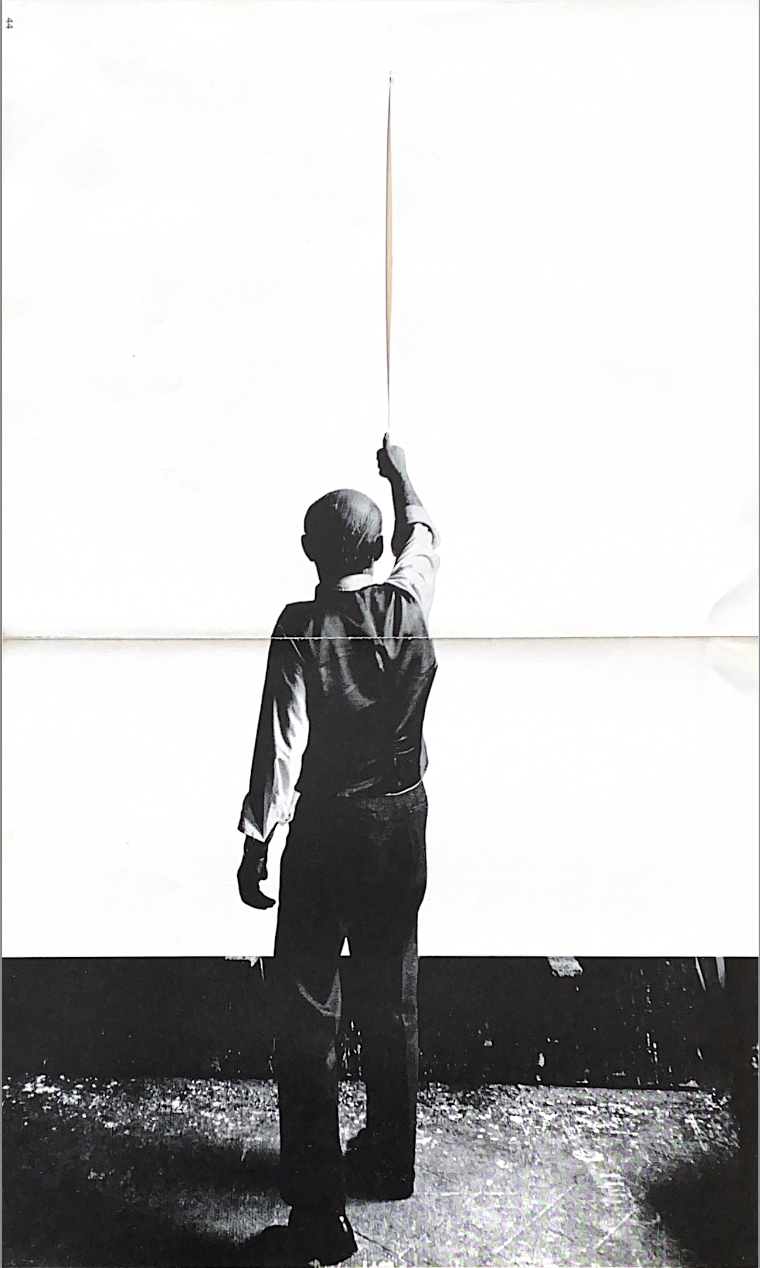
Il taglio di Lucio Fontana nel primo numero di IN

### Distruzione e riappropriazione della città (Anno III, N. 5, 6, 7 – 1972)
Il tema lanciato sull'oggetto trasposto alla città suscita un grande interesse, arricchendosi di tanti contributi che richiedono ben tre numeri monografici. Nel primo numero, queste tematiche sono sviluppate negli articoli di Max Peintner con “A proposital for eternity world the other", di Jim Burns, direttore di "Progressive architecture” che illustra la pumpy architecture californiana, del Collettivo autonomo della Facoltà di architettura di Milano, con i loro progetti di intervento sulle periferie, di Ugo La Pietra con "Strumenti e metodi per la riappropriazione e l’uso della struttura urbana” e di Archizoom. Il secondo numero monografico comprende significativi contributi di Giuseppe Chiari con “Suonare la città”, di Archigram group con “Disintegration of the city”, di Heinz Frank con “Il vecchio è nuovo” e di Jaques Famery con “Il design è la contaminazione dell’ambiente". La trilogia si chiude con gli interventi di Archigram group con il visionario "Instant City", di Superstudio sui salvataggi di centri storici, di Jörg Mayr con “La favolosa storia del rinnovamento spontaneo, senza autorizzazione ufficiale, di una città”, del Teatro Urbano di Leon Van Schaick “Città come teatro” e di Charles Jencks sull'Adhocismo che anticipa il suo saggio sul Post Modern.

### Moda e società (Anno III, N. 8 – 1972)
La moda irrompe in questo numero come fattore identificativo di modelli sociali, disvelato dalla minigonna, che sovverte convenzioni e apre a nuove libertà, diventando espressione artistica, grazie al contributo di Ugo Nespolo "Nel ventre del Pavone”, o contaminazione di generi, segnalata da contributi di Dorfles, Burgelin, Barthes, per poi allargarsi alla casa e alla città, espressa da architetti come Ettore Sottsass (Vestiti e svestiti cioè tutti sono vestiti), Archizoomn e Vincenzo Ferrari con "Il vestito è ...linguaggio”.

### La facoltà di architettura nel processo di dequalificazione (Anno IV, N. 9 – 1973)
La scelta del tema nasce dalla necessità di chiarire come la trasmissione del sapere possa influire sulla formazione dell'architetto e sulla qualità delle sue opere. L’obiettivo della monografia è quello di mettere in luce come questo processo si attui nella facoltà e come nell’ambito di essa si collochino le forze politiche culturali, anche rispetto al ruolo dei maestri che operavano alacremente nel periodo della ricostruzione postbellica, mentre si inaridiva la trasmissione tradizionale, sia per la diversa committenza che per le tecnologie emergenti. Illuminanti sono gli interventi di Michelucci e Gregotti, del Movimento studentesco, del Collettivo Autonomo della Facoltà di Architettura di Milano, come pure, tra gli altri, i saggi di Riccardo Dalisi con “Scheletri metodologici in fuga”, di Potere Operaio con “La catena di montaggio incomincia nella scuola, di Nives Ciardi con “imparare a disimparare”, e di Libidarch su “Torino Facoltà di architettura tra utopia e avanguardia”.

### Per una rigenerazione dell'oggetto (Anno IV, N.10-11 – 1973)
Questo numero è totalmente incentrato sulla creatività delle persone di ogni ceto e formazione, lasciate libere di immaginare il loro ambiente domestico e gli oggetti del desiderio, dando esito alle discussioni sulla distruzione dell’oggetto, per investigare le nuove matrici creative. Sono quindi presenti le testimonianze di personaggi illustri, quali Bellati, Bellini, Mutti, Castiglioni, Hall, Monroy, Maumary, Alberoni, Gobbis, Yelland-Bullock, Giordani, Scott, Tricarico, Eco, accanto ad illustri sconosciuti, a dimostrazione di come la creatività sia una facoltà collettiva, professionalizzata da alcuni nel senso produttivo o artistico, come ben illustrato dall'articolo di Riccardo Dalisi intitolato "design dentro, designer fuori”.

### Le comuni: la ridefinizione (Anno V, N. 12 - 1974)
L'aspetto collettivo della creatività implica una ridefinizione degli ambiti sociali in formazione: il situazionista Simonetti introduce l’investigazione condotta a livello soprattutto teorico dei fondamenti stessi del fenomeno “Comune”, alla luce anche della critica marxiana. Trattandosi di un concetto comunitario diverso dal comunismo, si sente l’esigenza di uscire da un’ambiguità di un’ideologia che aveva incardinato nel comunismo un’idea antropologica. Il termine Comune, quindi legato al concetto di Comunità, viene indagato nelle valenze artistiche come matrici culturali in fieri che identificano un insieme di persone, con la prospettiva di innescare processi autonomi e coscienti, che permettano alla gente il controllo collettivo, l’autogestione del proprio ambiente – come ben illustrato nei saggi di Emina Cevro-Vukovic e Giannino Malossi – delle esemplificazioni dei nuovi rapporti città-campagna, della prefigurazione dell'avvento di nuove popolazioni artificiali temporanee e, infine, del nomadismo e habitat temporanei.

### Architettura nelle lotte di quartiere (Anno V, N. 13 – 1974)

Max Peintner "Immagini di una stadio gremito ad ammirare l’ultimo bosco", dal numero di IN "La distruzione dell'oggetto (anno II, N. 2-3 - 1971)"

Conseguente all’esplorazione dei valori e delle valenze comunitarie del precedente N. 12, questo numero affronta il tema della reale condizione di vita in vita in un quartiere urbano come quello Traiano di Napoli, ben descritto negli articoli di Riccardo Dalisi, D. Rossi, L. Scotto, R. Serino, L. Ippolito, F. Garofalo, E. Grieco, A. Liguori, E. Alamaro, G. Pulli, C. Battimelli, A. Cigliano, S. Di Benetto, M. Di Giovine, L. Guarino, S. Panzera, F. Pepino, M Vergiani, i quali illustrano le dinamiche ove disoccupazione e degrado rischiano di compromettere il vissuto quotidiano degli abitanti. Solo la presa di coscienza e la capacità di reagire insieme può mutare la situazione, vista la sostanziale assenza delle istituzioni e la presenza della delinquenza che si insinua nelle difficoltà per corrompere soprattutto le giovani generazioni, come ben illustrato in articoli quali: “Enfasi e frantumazione della disciplina”, “Uso del quartiere come strumento di lotta”, “Abitanti contro il progetto: bambini contro le fiabe”, “Funzioni e limiti della lotta di quartiere”, “Per una progettazione che coinvolga l’utente”, “Partecipazione come lotta e non come cooperazione“ "La residenza come luogo politico”.

### La cultura della partecipazione (Anno VIII, N. 14 - 1977)
In questo numero viene affrontato il processo attraverso cui si sviluppa una comunità, ovvero la partecipazione. Partendo da un contesto in cui i gruppi di giovani iniziano a riorganizzare meglio gli spazi di quartieri abbandonati, istituendo ad esempio dei campi da gioco, si vede come venga innescato il coinvolgimento degli adulti nell'affrontare problematiche comuni, troppo spesso tralasciate dei poteri pubblici. Sono presenti le testimonianze del Collettivo Giocosfera con “Il quartiere produce cultura”, di Franco Summa con “Per un'arte a partecipazione collettiva”, di Jeanne Gatard con “Luddismo o rivoluzione”, di Jacques Framery con “Dalla stradina funzionalista agli spazi comunitari del futuro”, di Edoardo Sanfurgo con “Innovando il rapporto arte-massa”, di Antonio Davide con “Compartecipazione creativa”, di Giuliano Mauri con “Comunic art”, di Roland Baladi con “L’arte di strada rimane arte?”; chiude Riccardo Dalisi con “Estetica e lavoro di quartiere”. Infine, vi è un contributo di Environmedia con “Solo mutando il sistema di comunicazione le masse possono modificare l’ambiente”, “La comunità si sviluppa solo se autogestisce la propria comunicazione”; viene quindi illustrato una sorta di manuale sulla “Comunicazione comunitaria per una riappropriazione collettiva dell’ambiente”.

## IN International
IN International è un inserto che appare dal numero “Per una rigenerazione dell’oggetto” (Anno IV, N.10-11 – 1973) condiviso su altre riviste quali Progressive Architecture, Architectural Design, Travers, e redatto dai rispettivi direttori, quali Jim Burns, Robin Middlenton, Francois Barrè, nonché da Hans Hollein per l'edizione tedesca, Jorge Glusberg per quella spagnola, e da Felix Valk direttore del Lymbaan Center di Rotterdam, che permettono a IN di partecipare in diretta al dibattito internazionale.

## Rubriche
Tutti numeri sono accompagnati da varie rubriche quali "Logica del potere", product design, comunicazione, arte e tecnologia. Le rubriche sono curate da importanti firme che hanno fatto il punto della situazione illustrando i principali eventi, in una visione olistica delle varie fenomeniche culturali.